# Liste des édifices labellisés « Patrimoine du XXe siècle » de l'Hérault

La liste des édifices labellisés « Patrimoine du XXe siècle » de l'Hérault recense les édifices ayant reçu le label « Patrimoine du XXe siècle » dans l'Hérault en France. 
Au 5 septembre 2019, le département de l'Hérault compte 26 édifices labellisés.

## Liste
| Monument                                                                             | Commune                  | Adresse                                                                                    | Coordonnées                      | Notice         | Protection     | Date      | Illustration                             |
| ------------------------------------------------------------------------------------ | ------------------------ | ------------------------------------------------------------------------------------------ | -------------------------------- | -------------- | -------------- | --------- | ---------------------------------------- |
| Le Cap d'Agde                                                                        | Agde                     |                                                                                            | 43° 17′ 02″ nord, 3° 30′ 28″ est | « EA34000002 » |                | 2012      | Le Cap d'Agde                            |
| Château Laurens                                                                      | Agde                     | 695, route de la Gare                                                                      | 43° 19′ 04″ nord, 3° 28′ 18″ est | « PA00135387 » | classé         | 1996      | Château Laurens                          |
| Lycée professionnel Jean Mermoz                                                      | Béziers                  | Rue Ferdinand-de-Lesseps                                                                   | 43° 20′ 56″ nord, 3° 14′ 03″ est | « PA34000026 » | classé/inscrit | 2002/2001 | Image manquante Téléverser               |
| Plateau des poètes                                                                   | Béziers                  | Allées Paul-Riquet                                                                         | 43° 20′ 18″ nord, 3° 13′ 13″ est | « PA00103777 » | classé         | 1995      | Plateau des poètes                       |
| Hôtel Bülher                                                                         | Béziers                  | 57, 59, avenue Saint-Saëns                                                                 | 43° 20′ 35″ nord, 3° 13′ 23″ est | « PA00103382 » | inscrit        | 1984      | Image manquante Téléverser               |
| Villa Guy                                                                            | Béziers                  | 1, rue Verdi                                                                               | 43° 20′ 35″ nord, 3° 13′ 31″ est | « PA00103768 » | classé/inscrit | 1991/1990 | Image manquante Téléverser               |
| Théâtre des Variétés                                                                 | Béziers                  | 9, rue Victor-Hugo                                                                         | 43° 20′ 29″ nord, 3° 13′ 09″ est | « PA34000041 » | inscrit        | 2003      | Théâtre des Variétés                     |
| Monument aux morts                                                                   | Clermont-l'Hérault       | Place Jean-Jaurès                                                                          | 43° 37′ 35″ nord, 3° 26′ 09″ est | « PA34000032 » | classé         | 2005      | Monument aux morts                       |
| La Grande-Motte                                                                      | La Grande-Motte          |                                                                                            | 43° 33′ 41″ nord, 4° 05′ 09″ est | « EA34000001 » | 2010           |           | La Grande-Motte                          |
| Monument aux morts                                                                   | Lodève                   | Allée de la Résistance                                                                     | 43° 43′ 58″ nord, 3° 19′ 02″ est | « PA34000033 » | classé         | 2005      | Image manquante Téléverser               |
| Les Vignerons libres                                                                 | Maraussan                | 311, avenue Jean-Jaurès                                                                    | 43° 21′ 59″ nord, 3° 09′ 16″ est | « PA34000029 » | inscrit        | 2001      | Les Vignerons libres                     |
| Cité universitaire des Arceaux                                                       | Montpellier              | 61, boulevard des Arceaux / 66, avenue de Lodeve                                           | 43° 36′ 39″ nord, 3° 51′ 39″ est | « EA34000005 » | inscrit        | 2015      | Image manquante Téléverser               |
| Église Sainte-Thérèse-de-Lisieux                                                     | Montpellier              | 42, avenue d'Assas                                                                         | 43° 36′ 55″ nord, 3° 51′ 52″ est | « PA34000034 » | inscrit        | 2002      | Église Sainte-Thérèse-de-Lisieux         |
| Hôpital Général Saint-Charles                                                        | Montpellier              | 300, rue Auguste Broussonnet ; place Albert Ier                                            | 43° 36′ 57″ nord, 3° 52′ 27″ est | « PA00103544 » | classé/inscrit | 1947/1997 | Hôpital Général Saint-Charles            |
| Église Saint-François de la Pierre-Rouge                                             | Montpellier              | 14, avenue de Castelnau                                                                    | 43° 37′ 12″ nord, 3° 52′ 52″ est | « PA34000021 » | inscrit        | 1999      | Église Saint-François de la Pierre-Rouge |
| Kiosque Bosc                                                                         | Montpellier              | Esplanade Charles-de-Gaulle / Allée De Lattre de Tassigny                                  | 43° 36′ 38″ nord, 3° 52′ 54″ est | « EA34000004 » |                | 2015      | Kiosque Bosc                             |
| Institut de chimie, actuellement École nationale supérieure de chimie de Montpellier | Montpellier              | 8 rue de l'école normale                                                                   | 43° 37′ 16″ nord, 3° 52′ 04″ est | « EA34000006 » |                | 2015      | Image manquante Téléverser               |
| Université Paul-Valéry                                                               | Montpellier              | Route de Mende                                                                             | 43° 37′ 59″ nord, 3° 52′ 12″ est | « EA34000003 » |                |           | Université Paul-Valéry                   |
| Ancien cinéma Pathé                                                                  | Montpellier              | 31 boulevard Sarrail                                                                       | 43° 36′ 39″ nord, 3° 52′ 50″ est | « PA34000007 » | inscrit        | 1996      | Ancien cinéma Pathé                      |
| Colonne d'équilibrage de l'aqueduc Saint-Clément ou Colonne Saint-Éloi               | Montpellier              | avenue Professeur Grasset, avenue Bertin Sans, avenue Docteur Pezet et avenue Henri Dunant | 43° 37′ 36″ nord, 3° 51′ 59″ est | « EA34000007 » | inscrit        | 2015      | Image manquante Téléverser               |
| Éolienne de Roueire                                                                  | Quarante                 | Domaine de Roueire                                                                         | 43° 21′ 06″ nord, 2° 59′ 37″ est | « PA00103680 » | Inscrit        | 1987      | Éolienne de Roueire                      |
| Ancien atelier de potier Albe - Sabadel                                              | Saint-Jean-de-Fos        | 6, avenue du Monument                                                                      | 43° 42′ 08″ nord, 3° 33′ 05″ est | « PA34000053 » | inscrit        | 2005      | Image manquante Téléverser               |
| Maison-atelier du sculpteur Paul Dardé                                               | Saint-Maurice-Navacelles |                                                                                            | 43° 50′ 54″ nord, 3° 31′ 12″ est | « PA34000031 » | inscrit        | 2001      | Image manquante Téléverser               |
| Anciens entrepôts Dubonnet                                                           | Sète                     | 51, quai des Moulins                                                                       | 43° 49′ 38″ nord, 4° 21′ 23″ est | « PA34000074 » | inscrit        | 2008      | Image manquante Téléverser               |
| Phare du Mont-Saint-Clair                                                            | Sète                     | 197, chemin du Phare                                                                       | 43° 23′ 44″ nord, 3° 41′ 23″ est | « PA34000085 » | inscrit        | 2011      | Phare du Mont-Saint-Clair                |
| Théâtre municipal Molière                                                            | Sète                     | Avenue Victor-Hugo                                                                         | 43° 50′ 14″ nord, 4° 22′ 19″ est | « PA34000043 » | inscrit        | 2003      | Théâtre municipal Molière                |